# ماتی سوندلین
ماتی سوندلین (فنلاندی: Matti Sundelin؛ زادهٔ ۴ دسامبر ۱۹۳۴) بازیکن فوتبال اهل فنلاند بود.
از باشگاه‌هایی که در آن بازی کرده‌است می‌توان به باشگاه فوتبال تورون پالوسئورا اشاره کرد.